# Lipniak (Krzczonów)
Lipniak (gwar. Lipnik) – część wsi Krzczonów w Polsce,  położona województwie lubelskim, w powiecie lubelskim, w gminie Krzczonów.
W latach 1975–1998 Lipniak był położony w dawnym województwie lubelskim.

## Historia
Podczas okupacji niemieckiej mieszkająca w Lipniaku rodzina Kurkiewiczów udzieliła pomocy żydowskiej rodzinie Hubermanów. Instytut Jad Waszem przyznał za to w 1992 i 2001 roku członkom rodziny tytuł Sprawiedliwych wśród Narodów Świata.